# La Corredoria
La Corredoria es un lugar del concejo asturiano de Oviedo, en España. Actualmente es considerado como un barrio de la ciudad de Oviedo. En el año 2024 tenía una población empadronada de 20.498 personas.
Es una localidad de carácter urbano, residencial, que ha sufrido un gran crecimiento y transformación desde el último cuarto del siglo XX y a comienzos del siglo XXI. 

## Toponimia
El nomenclátor del INE de 1996 recoge el cambio de denominación de la entidad singular de población y del núcleo de «La Corredoria» a «Corredoria», ocurrido tras la aparición del anterior nomenclátor (1991).
Por el decreto 14/2019, de la Consejería de Cultura, desde el 22 de marzo de 2019, el topónimo oficial volvió a ser La Corredoria.

### Etimología
Según Xosé Lluis García Arias, en su obra Toponimia asturiana, La Corredoria significaría «camino de carros», con origen en el verbo latino currere (correr) y la términación -(t)oriam.

## Geografía física

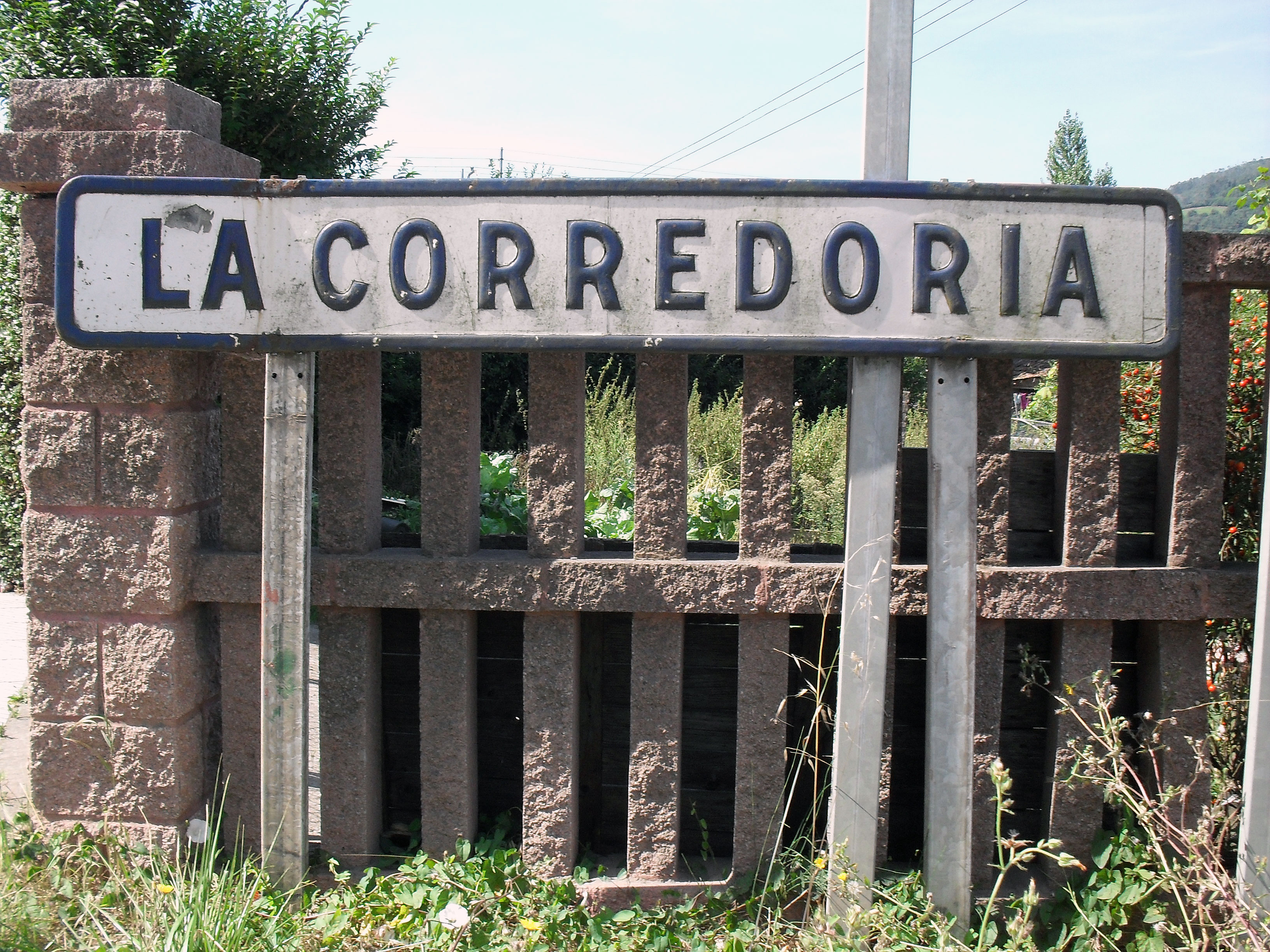
Señal de tráfico indicando la entrada a la población en la carretera AS-381, sentido Oviedo.

### Ubicación
La Corredoria se sitúa en el extremo nororiental del término municipal de Oviedo, a lo largo de la antigua carretera de Oviedo a Gijón, en una zona llana. Sus límites aproximados son: al este, la autovía A-66; al norte, el río Nora, que hace de frontera natural con el vecino concejo de Siero; al oeste, las vías del ferrocarril y la autovía AS-II; y al sur el lugar de Pontón de Vaqueros y los barrios de La Monxina.
Como entidad singular de población, diferenciada de la ciudad de Oviedo, pertenece a la parroquia de Oviedo. Hasta el nomenclátor de 1986 formaba junto a Cuyences y La Granxa la parroquia independiente de La Corredoria. La población de hecho que figuraba en dicho nomenclátor era de 1 982 habitantes, y un total de 958 viviendas.
Forma parte del distrito urbano n.º 3 del municipio de Oviedo, junto con Ventanielles, desde 2012. Anteriormente, se situaba en el distrito urbano a diferencia del resto de entidades de la parroquia de Oviedo, que se incluían en el distrito rural.
Se sitúa a una altitud de 175 m y dista 3 km del centro de la ciudad de Oviedo. Está próximo a Lugones, en el concejo de Siero.

## Demografía
| 1986  | 2000  | 2001  | 2002  | 2003  | 2004   | 2005   | 2006   | 2007   | 2008   | 2009   | 2010   | 2011   | 2012   | 2013   | 2014   | 2015   | 2025   |
| ----- | ----- | ----- | ----- | ----- | ------ | ------ | ------ | ------ | ------ | ------ | ------ | ------ | ------ | ------ | ------ | ------ | ------ |
| 1 982 | 5 700 | 6 692 | 7 582 | 8 895 | 10 023 | 11 156 | 12 004 | 12 746 | 13 616 | 14 163 | 14 511 | 14 800 | 15 077 | 15 221 | 14 405 | 14 323 | 20.498 |

## Historia

### SigloXIX
Según recoge Fermín Canella en El libro de Oviedo: guía de la ciudad y su concejo (1887), Corredoria era uno de los tres barrios de la extensa parroquia rural de San Julián de los Prados, y un lugar de la misma. El lugar contaba con 99 de las 647 familias (2801 habitantes) de la parroquia.
En relación con las escuelas, había una elemental incompleta de asistencia mixta, con 62 niños y 64 niñas matriculados, con una asistencia media diaria media de 38 y 1, respectivamente, que se ubicaba en un local alquilado "poco á propósito para su objeto". Sobre las fábricas del concejo, Canella señala que la Corredoria era uno de los lugares en el que existían panaderías, que concurrían al mercado de la ciudad. Y en cuanto a la entonces decadente industria de los curtidos, afirma haber conocido una fábrica en la Corredoria, que aparece mencionada en el diccionario de Madoz.

### SiglosXXyXXI
Es íntegramente un barrio de nueva construcción. La construcción de nuevas viviendas ha sido, principalmente, impulsada por las operaciones urbanísticas de la Sociedad Mixta de Gestión y Promoción del Suelo de Asturias (SOGEPSA). Esta sociedad realizó las actuaciones urbanísticas denominadas La Corredoria (PP8) y Corredoria Este (Fases I y II).
La primera, de casi 18 ha de extensión, se llevó a cabo en la zona situada entre la carretera de la red local Oviedo - Porceyo (AS-381), las vías de ferrocarril y las instalaciones del Instituto de Ciencia y Tecnología del Carbono. Dio como resultado la construcción de 1.292 viviendas protegidas, con servicios y equipamientos, con una inversión total de 14 M€.
La actuación en Corredoria Este supuso la construcción de 1.754 viviendas en la primera fase, y 1.546 viviendas en la segunda. Las viviendas protegidas fueron 652, de protección oficial (VPO), y 1.128, de protección autonómica (VPA), respectivamente. El área de actuación, de más de 45 ha, es la comprendida entre el río Nora, límite con el concejo de Siero, el ramal de acceso a Oviedo de la Autovía de la Plata, (O-14), y la antes citada AS-381. La inversión total fue de 28,1 M€.

## Bienestar social

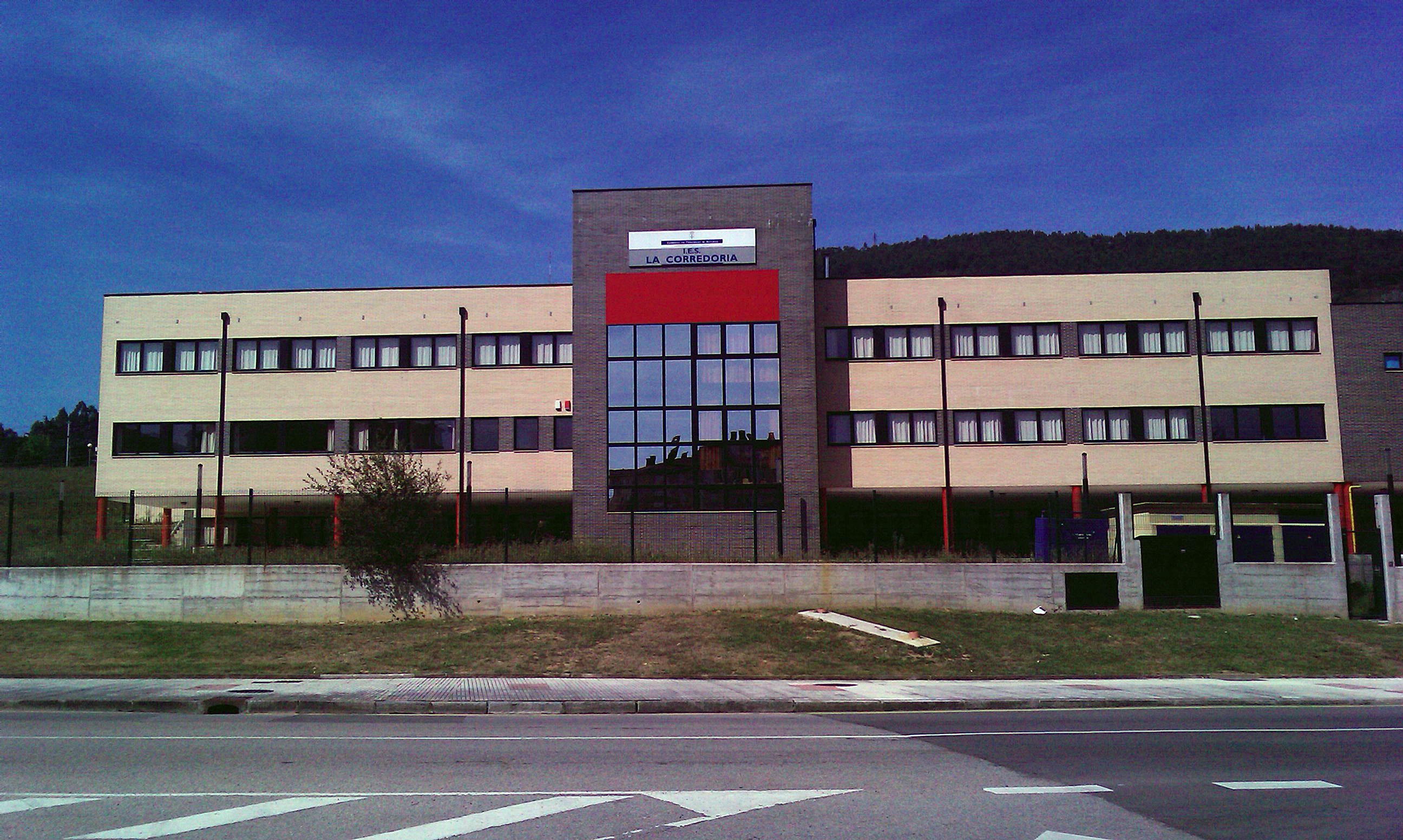
Fachada del IES «La Corredoria», situado en las proximidades de la estación de ferrocarril.

### Educación
La localidad dispone de varios centros educativos públicos:
- La guardería infantil La Carisa
- La escuela de educación infantil 0-3 años de La Corredoria
- El colegio público «La Corredoria I» creado en 1968, imparte Educación Infantil y Educación Primaria;[11]
- El colegio público «Poeta Ángel González», denominado hasta noviembre de 2001 «La Corredoria II»;[12]
- El colegio público La Corredoria III, inaugurado el 22 de marzo de 2011; y
- El instituto de educación secundaria La Corredoria, inaugurado  el 18 de septiembre de 2008, y próximo a la estación de ferrocarril.

Además, tras años de luchas vecinales que pedían la construcción de un segundo instituto en el barrio, en marzo de 2023, comenzaron las obras del nuevo centro educativo, las cuales cuentan con una inversión de 17,2 millones de euros. El instituto se ubicará en una parcela colindante con el CEIP Carmen Ruiz Tilve. 

### Sanidad
La Corredoria dispone de un centro de salud inaugurado por el presidente del Principado el 26 de septiembre de 2009. El centro supuso una inversión de 9.106.996,75 euros, siendo uno de los más grandes de Asturias.

## Transporte y comunicaciones

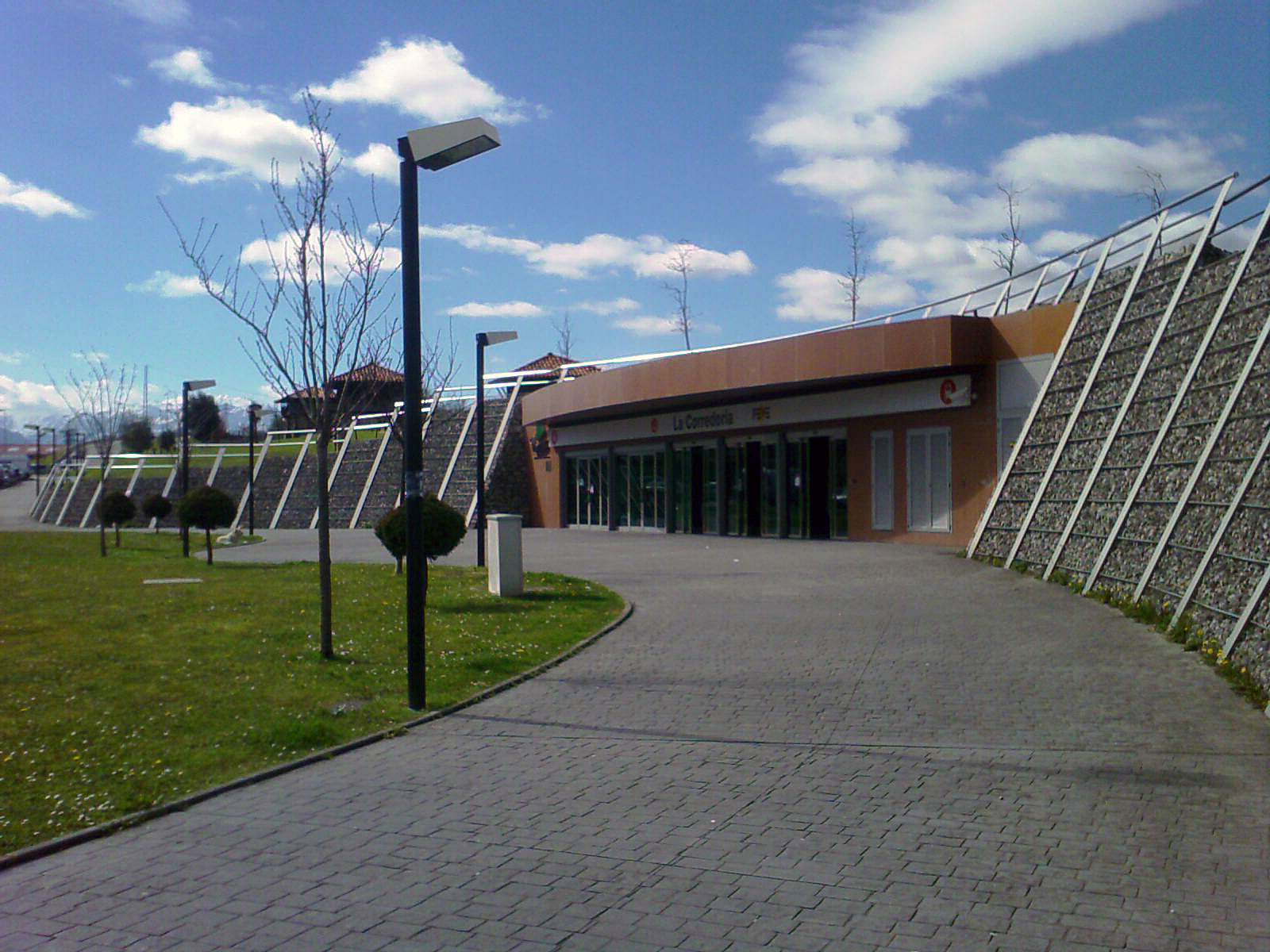
Entrada a la estación.

Las principales vías de comunicación por carretera de La Corredoria son la autovía AS-II y la O-14, autovía de acceso norte a Oviedo. Desde finales del siglo XVIII La Corredoria queda comunicada con la ciudad de Oviedo por la carretera que comunicaba la capital con la villa de Gijón, como parte de la carretera de Castilla, impulsada por Jovellanos. Al pie de dicha carretera se situaron en 1789 y 1790, el mojón de la media legua y la fuente de los Cuatro Caños, respectivamente. 
Dispone de una estación de Renfe en la que paran trenes de las líneas C1 y C3 de Cercanías, C6 de Cercanías AM y R2 (Oviedo-Santander) de Regionales. Está próximo a la Autopista "Y" que une Oviedo con Gijón y Avilés. La Corredoria, con 185 trenes diarios a Oviedo, es el barrio de Asturias con mejor comunicación.
Por las calles de la localidad discurren tres líneas del transporte urbano del municipio de Oviedo, realizado por TUA: la línea C (Facultades-Lugones), la línea D (Facultades-Parque Principado) y la línea V (Villapérez-HUCA)

## Patrimonio
Dentro de La Corredoria se encuentran los monumentos de la Fuente de los Cuatro Caños, en la plaza del mismo nombre, y el mojón de la media legua. Ambos se situaron a orillas de la carretera de Castilla (actual AS-381), estando relacionados con la construcción de la misma.

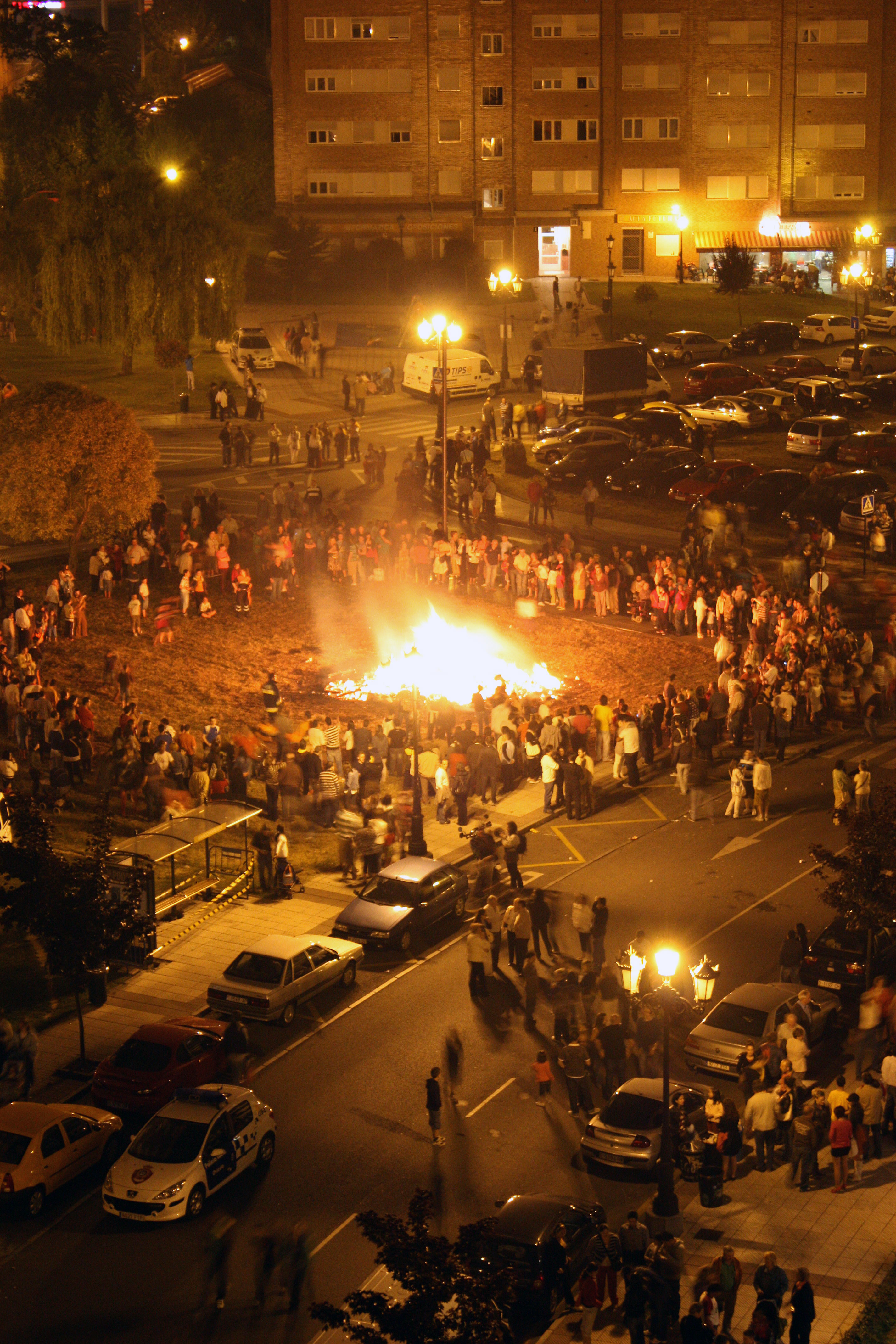
Hoguera de San Juan del año 2009

## Cultura

### Fiestas
La Corredoria celebra sus fiestas el día de San Juan, incluyendo la tradicional hoguera que se planta la noche anterior en una parcela entre la plaza de los Viveros y la calle Ignacio Herrero Garralda. Estas fiestas se celebran desde 1899 y la sociedad de festejos es la segunda más antigua de Oviedo, detrás de la de La Balesquida.

### Deporte
Como equipamientos deportivos públicos,  La Corredoria cuenta con un estadio de fútbol de hierba sintética, el estadio Manuel Díaz Vega; dos polideportivos, el Yago Lamela y el Corredoria Arena; una piscina municipal climatizada; pistas de petanca y un espacio para los bolos celtas.

#### Corredoria Arena

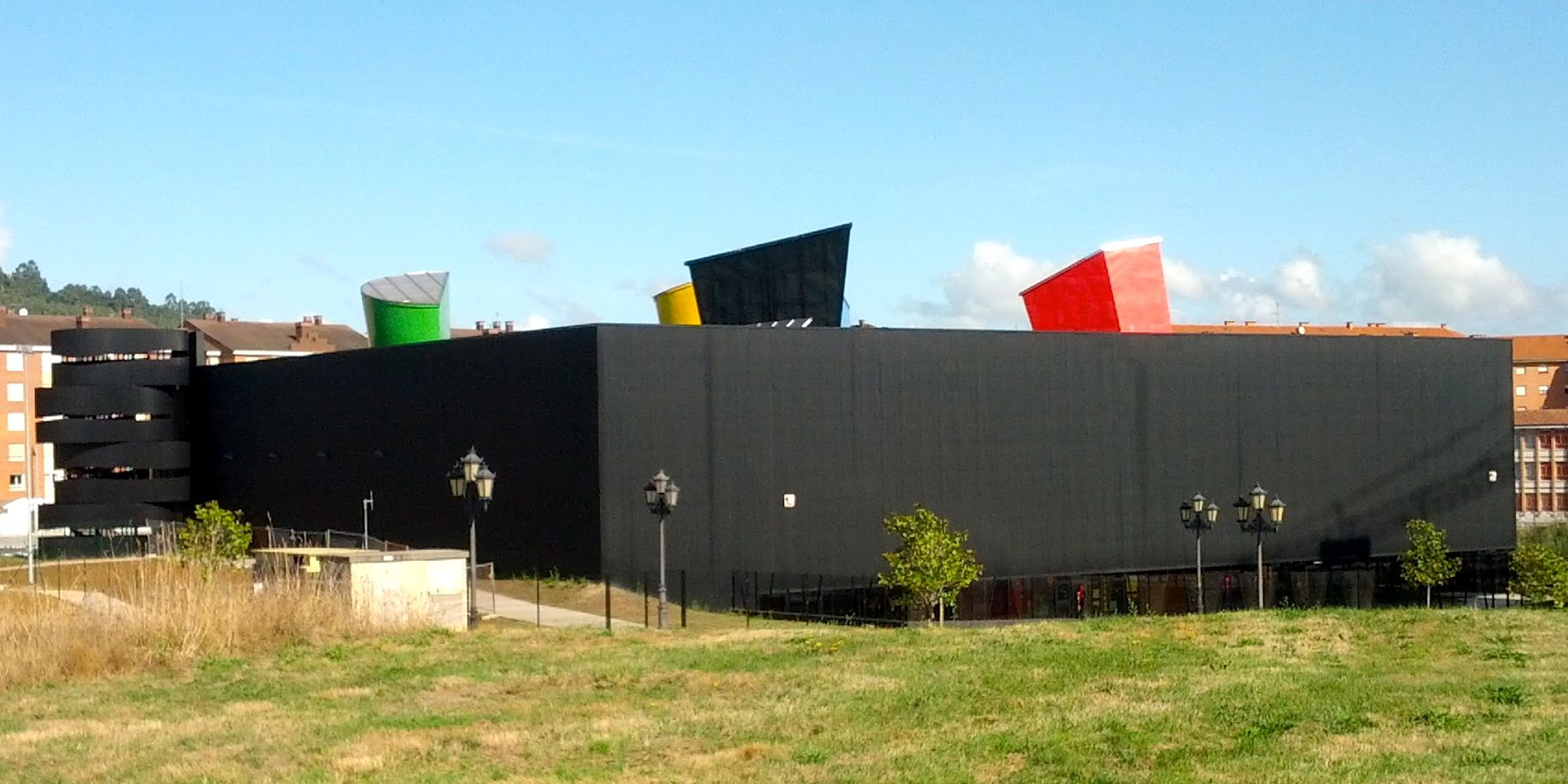
Vista desde el sur del Corredoria Arena.

El Corredoria Arena es un edificio polideportivo de usos múltiples, que cuenta con una pista deportiva con gradas fijas y telescópicas para 1 300 espectadores, gimnasio, una sala compartimentable para danza y escuela infantil, con acceso independiente. Es de titularidad municipal.
Su apariencia externa es de una gran caja negra (debido a la chapa minionda lacada en negro de sus fachadas), con dos conjuntos anexos al volumen principal: en la cubierta unos grandes lucernarios de colores, que la atraviesan y proporcionan luz natural difusa al interior, y en el costado suroeste una escalera circular, del mismo material que las fachadas, con servicio a todas las plantas.
El diseño del edificio fue realizado por el arquitecto madrileño Salvador Pérez Arroyo, fue inaugurado el 6 de abril de 2010. Su construcción supuso una inversión de 4,4 millones de euros, financiados con fondos del «Plan-E» del Gobierno de España.

### Ciencia
Próximo a la estación de ferrocarril se  encuentra el Instituto Nacional del Carbón (INCAR), centro del Consejo Superior de Investigaciones Científicas.

## Hijos ilustres
- Aurelio Fernández Sánchez, dirigente obrero.

## Religión
Existen 2 templos para el culto cristiano, uno católico y otro de la Iglesia Española Reformada Episcopal.

### Iglesia católica
El templo, parroquial, católico está bajo la advocación de san Juan Bautista. Fue inaugurado el 19 de marzo de 1964, obra del arquitecto Juan Vallaure Fernández-Peña y contiene varias obras del artista Antonio Suárez.
La parroquia fue creada en el año 1959, por el arzobispo de Oviedo Francisco Javier Lauzurica y Torralba, junto a otras seis parroquias ovetenses. Su primer párroco fue Rodrigo Suárez García, a cuyo nombre se dedicó la plaza delante del templo en 2009.
La parroquia se encuadra en la zona Oviedo-Nordeste, del arciprestazgo de Oviedo, de la archidiócesis homónima.

### Comunión anglicana
La parroquia anglicana de santa Eulalia cuenta con un templo propio, siendo la primera parroquia de Asturias de esta confesión. La parroquia tiene su origen en la Misión de san Juan iniciada por José Américo Quesada Blanco, en la que compartía la capilla del edificio parroquial de san Juan el Real, en el centro de Oviedo.